# Wet der massawerking
De wet der massawerking geeft het verband weer tussen de chemische activiteiten van stoffen in een chemisch evenwicht voor een reversibele chemische reactie.
{\displaystyle K=\prod _{i=1}^{n}a_{i}^{{\nu }_{i}}}
met
- {\displaystyle K} de evenwichtsconstante voor de beschouwde reactie
- {\displaystyle a} de chemische activiteiten van de betreffende stoffen (bij evenwicht)
- {\displaystyle \nu } de stoichiometrische coëfficiënt, met als teken "+" als het een reactieproduct is, en "− als het om een reagens gaat.

Voor deze eenvoudige reactie:
{\displaystyle a\ \mathrm {A} +b\ \mathrm {B} \rightleftharpoons c\ \mathrm {C} +d\ \mathrm {D} }
en ziet het reactiequotiënt er zo uit: 
{\displaystyle Q={a_{\mathrm {C} }^{c}\cdot a_{\mathrm {D} }^{d} \over a_{\mathrm {A} }^{a}\cdot a_{\mathrm {B} }^{b}}},
met {\displaystyle a_{\mathrm {A} },\,a_{\mathrm {B} },\,a_{\mathrm {C} }} en {\displaystyle a_{\mathrm {D} }} de activiteiten die respectievelijk als exponent hun stoichiometrische coëfficiënten hebben. Reactieproducten staan bovenaan, uitgangsproducten onderaan de breukstreep. Voor verdunde opgeloste stoffen is de activeit ongeveer gelijk aan de molaire concentraties gedeeld door de standaardconcentratie (1 mol/L). Voor ideale gassen is de activiteit de partieeldruk gedeeld door de standaarddruk (1 bar). En voor gecondenseerde fasen benadert men de activiteit meestal als 1.
De reactie is in evenwicht wanneer geldt dat 
{\displaystyle Q=K}
waarbij de evenwichtsconstante {\displaystyle K} van de reactie een welbepaald getal is, dat vastligt door de temperatuur en de reactiegibbsenergie bij standaardomstandigheden.
Deze wet is ontdekt door Cato Maximilian Guldberg en Peter Waage en wordt soms naar hen genoemd als de wet van Guldberg en Waage.